# بوزان (خان)
بوزان (انگلیسی: Buzan; unknown – 1334) خان (عنوان) از خانات جغتای از سال ۱۳۳۳ تا ۱۳۳۴ (یا از ۱۳۳۴ تا ۱۳۳۵) بود. او پسر دووا تیمور بود. پس از مرگ عمویش  تارماشیرین، بوزان کنترل خانات را به دست گرفت. منابع او را مسلمان توصیف کردند، اگرچه او ظاهراً طرفدار قانون سنتی مغول یاسا بود. با این حال، تنها پس از مدت کوتاهی به عنوان خان، توسط پسر عمویش چانگشی سرنگون شد.